# Vitória das Missões
Vitória das Missões is een gemeente in de Braziliaanse deelstaat Rio Grande do Sul. De gemeente telt 3.676 inwoners (schatting 2009).